# أس أم يو-51
أس أم يو-51 (SM U-51) (بالإنجليزية: His Majesty's)‏ هي واحدة من 329 غواصة خدمت في البحرية الإمبراطورية الألمانية في الحرب العالمية الأولى. شاركت في الحرب البحرية في المعركة الأولى للمحيط الأطلسي، حيث وقعت في 11 دورية من 1915-1918.
تم طلبها من شركة فريدريش كروب التي مقرها في كييل، في 23 أغسطس 1914 وتم وضعها هناك في 19 ديسمبر. تم إطلاقها في 25 نوفمبر 1915 وتم تشغيلها في 24 فبراير 1916. كان قائدها والتر رومبيل طول فترة خدمتها.

### اقتباسات
1. ↑  Gröner 1991، صفحات 8-10.
2. ↑  Helgason، Guðmundur. "WWI U-boat commanders: Walter Rumpel". German and Austrian U-boats of World War I - Kaiserliche Marine - Uboat.net. اطلع عليه بتاريخ 2015-03-16.

## قائمة المراجع
- Gröner، Erich؛ Jung، Dieter؛ Maass، Martin (1991). U-boats and Mine Warfare Vessels. London: Conway Maritime Press. ج. 2. ISBN:0-85177-593-4. {{استشهاد بكتاب}}: |عمل= تُجوهل (مساعدة)